# Hôtel de la Caisse d'épargne d'Apt
L’hôtel de la Caisse d’épargne est un bâtiment du début du XXe siècle situé à Apt, en France. Il a autrefois accueilli un établissement bancaire, pour lequel il a été construit.

## Situation et accès
L’édifice est situé au no 33 du boulevard Maréchal-Foch, devant la place Gabriel-Péri, à l’ouest du centre-ville d’Apt, et plus largement au sud-est du département de Vaucluse.

## Histoire
Vers le début de l’année 1909, une commission spéciale présidée par l’architecte du département est prévu pour examiner les travaux de construction ainsi que les dépenses effectuées. Cette étape précède la mise en possession du bâtiment par les services de la Caisse d’épargne.

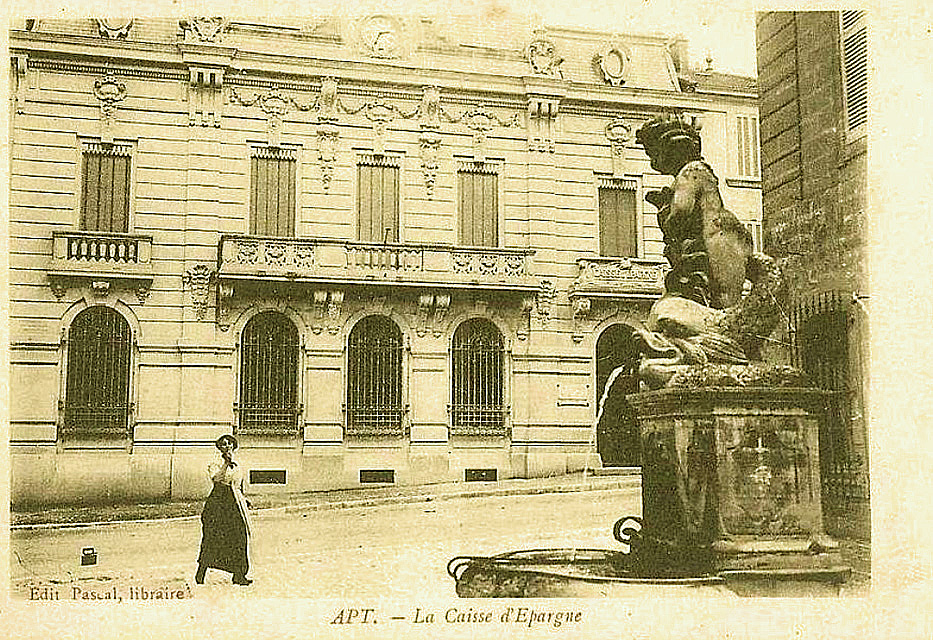
Carte postale représentant la façade principale, vers le tournant du XXe siècle.

## Représentations culturelles

### Cinéma
Du 11 au 16 avril 2018, la société de production Paradis Film s’y installe pour le tournage du téléfilm Crime dans le Luberon en adaptant le bâtiment en gendarmerie,.